# Ludwig Goerz
Ludwig Goerz (* 26. Oktober 1895 in Dietmannsried; † 1988 in Wiesbaden) war ein deutscher Architekt, Maler, Bühnenbildner und Grafiker. Er war ein Vertreter der Architektur der Moderne und der Nachkriegsmoderne.

## Leben
Goerz wurde als Sohn des Oberamtsrichters Ludwig Goerz und dessen Ehefrau Babette Goerz geb. Oppelt in Dietmannsried geboren. Er wuchs in Bamberg auf und legte dort am Franz-Ludwig-Gymnasium das Abitur ab. Bei Ausbruch des Ersten Weltkriegs meldete er sich als Kriegsfreiwilliger und wurde als Ulan in Nordfrankreich und Galizien eingesetzt.

## Architekt
Von 1919 bis 1923 studierte er Architektur an der Technischen Hochschule München bei Theodor Fischer und Friedrich von Thiersch. Im Anschluss absolvierte er den Vorbereitungsdienst und wurde nach dem bestandenen Staatsexamen zum Regierungsbaumeister (Assessor in der öffentlichen Bauverwaltung) ernannt.
Nach kurzer Tätigkeit außerhalb des Staatsdienstes in verschiedenen Architekturbüros (u. a. bei Fritz Landauer) hatte Goerz 1924–1926 eine Stelle in der Bauverwaltung der Oberpostdirektion München unter der Leitung von Robert Vorhoelzer. Ein überregionaler Erfolg war sein mit dem ersten Preis ausgezeichneter Wettbewerbsentwurf für die Neugestaltung des Messegeländes in Frankfurt am Main. Das Projekt wurde wegen der Flaute in der Bauwirtschaft nicht ausgeführt.
Das Angebot einer Assistentenstelle bei Theodor Fischer lehnte er ab, um als Bühnenbildner und Ausstattungsleiter am Dortmunder Stadttheater zu arbeiten. In den Jahren am Stadttheater (1926–1934) war er verantwortlich für die bildkünstlerische Gestaltung von Opern und Schauspielen (z. B. Hans Pfitzners „Palestrina“, Carl Maria von Webers „Freischütz“, Giacomo Puccinis „Turandot“, Alexander Zemlinskys „Kleider machen Leute“).
1934 zog Goerz nach Wiesbaden, wo es ihm gelang, ein eigenes Büro zu gründen. Im Zweiten Weltkrieg war er in der Abwehr tätig.
Nach dem Zweiten Weltkrieg konnte er am Wiederaufbau der Städte Wiesbaden und Mainz mitwirken, wobei zahlreiche Projekte entstanden. Hauptauftraggeber war die Allianz-Versicherung, die Ludwig Goerz große Aufträge in Aachen, Koblenz, Wiesbaden und Mainz erteilte. Neben Egon Hartmann, Paul Schaeffer-Heyrothsberge, Rainer Schell und Heinz Laubach gehörte Ludwig Goerz zu den wichtigsten Architekten beim Wiederaufbau von Wiesbaden und Mainz. 1967 übergab er sein Architekturbüro und beendete seine Tätigkeit als Architekt.

### Bauten und Entwürfe
- 1924: Entwurf der Inneneinrichtung und Beleuchtung für das Gebäude der Oberpostdirektion München, Arnulfstraße 60/62 (als Mitarbeiter unter Robert Vorhoelzer, Franz Holzhammer und Walther Schmidt)
- 1925: Halle für die Erste Deutsche Verkehrsausstellung in München (temporäre Architektur)
- um 1924: Wettbewerbsentwurf für das Messegelände in Frankfurt am Main
- 1937–1938: Opelhaus in Wiesbaden, Kaiser Friedrich-Ring / Bahnhofstraße (1963 umgebaut, später abgerissen)
- 1950: Kleines Haus (Schauspielhaus) des Hessischen Staatstheaters in Wiesbaden[3][4]
- 1951–1952: Verlagsgebäude des Brockhaus-Verlags in Wiesbaden, Leberberg 25 (Umbau 2012)[5][6][7]
- 1953–1954: Allianzhaus in Aachen, Theaterstraße 1–3
- 1955: UFA-Filmpalast in Wiesbaden, Marktplatz 9[8]
- 1955–1956: Verwaltungsgebäude, Ausstellungshalle und Reparaturhalle für die Adam Opel AG in Wiesbaden, Stresemannring (abgerissen)
- 1956: Allianzhaus in Koblenz, Friedrich-Ebert-Ring 32/34
- 1958: Wohn- und Geschäftshaus in Wiesbaden, Wilhelmstraße 10
- 1960–1961: Erweiterung der Zweigstelle des Gerling-Konzerns in Frankfurt am Main, Senckenberganlage 20/22 (Umbau 2019 durch bieker)
- 1961–1962: Büroräume, Kasino, Teilelager und -verkauf für die Adam Opel AG in Wiesbaden, Mainzer Straße
- 1961–1962: Verlagsgebäude des Beyer-Verlags mit Druckerei und Buchbinderei
- 1961–1963: Allianzhaus in Mainz, Große Bleiche 60/62[9]
- um 1965: Verwaltungsgebäude der Landesärztekammer Rheinland-Pfalz in Mainz, Deutschhausplatz 3

## Grafiker und Maler
„Nach einhelliger Meinung der Experten kommt die Kunstgeschichte an dem Werk von Goerz nicht vorbei“, schrieb Lothar Hennig, Museumsdirektor in Bamberg.
Ludwig Goerz malte seit seiner frühen Jugend. 1924 hatte er seine erste Einzelausstellung im Kunstverein Bamberg. Seine Malerei orientierte sich an der leuchtenden Farbigkeit des deutschen Expressionismus. Seine Hauptthemen waren Pferde und Reiter, Landschaften, Städte und Architektur, Masken, Köpfe, Theater und Tanz.
„Jedes Kunstwerk besteht aus großen Kontrasten. Ich wollte die Kontraste des Lebens bringen – und da kam ich mit ein paar Bleistiftstrichen und der Feder einfach nicht aus.“ (Ludwig Goerz)
Als Autodidakt eignete er sich seit seiner Kindheit verschiedene Maltechniken an. 1945 zerstörte eine Bombe über 1000 seiner Bilder, die sich im Opelhaus in Wiesbaden befanden. Von seinem Frühwerk sind daher nur wenige Bilder erhalten. Mit der Übergabe seines Architekturbüros 1968 begann die produktivste Phase seines bildkünstlerischen Schaffens, die über zwei Jahrzehnte andauerte. Zwischen seinem 75. und 82. Lebensjahr entstanden weitere 1000 Gemälde und Grafiken. Erst 1985 trat er mit mehreren Einzelausstellungen und der Präsentation seines Werks im Fernsehen wieder an die Öffentlichkeit. Sein Werk umfasst mehr als 400 Temperagemälde auf Karton, viele Druckgrafiken und Entwürfe für Bühnenbilder.

### Buchgrafik
- Gottfried Keller: Die Leute von Seldwyla, Teil 4. Die drei gerechten Kammacher. Werkstatt für Buchdruck und Verlag, Mainz 1938. (59 Seiten, Illustrationen von Ludwig Goerz)
- Gottfried Keller: Die Leute von Seldwyla, Teil 6. Kleider machen Leute. Werkstatt für Buchdruck und Verlag, Mainz 1939. (66 Seiten, Illustrationen von Ludwig Goerz)

### Ausstellungen
- Gemälde und Graphik von Ludwig Goerz, Ausstellung 10.–31. März 1968 im Atelier Christa Moering in Wiesbaden
- Ausstellung anlässlich des 100. Geburtstages von Ludwig Goerz, Villa Clementine in Wiesbaden, Dezember 1995[13]
- Ludwig Goerz 1895–1988. Retrospektive. Architekt, Maler, Grafiker, Bühnenbildner, Buchillustrator, Schriftsteller, Ausstellung in der Dominikanerkirche Bamberg, 25. April bis 30. Mai 1999[14]
- Ausstellung über Goerz in der Filmbühne Caligari in Wiesbaden zum Tag des offenen Denkmals am 9. September 2001[15]
- Weihnachts-Schau in der Galerie GIMM im Draiser Medienhaus, Dezember 2002 (Sammelausstellung)[16]
- Ludwig Goerz. Retrospektive. Ein fulminantes malerisches Werk, Ausstellung in der Galerie 40 Rother, April bis Mai 2008[17]
- Wiesbaden und seine Bilder, Ausstellung im Gebäude der Casino-Gesellschaft im Juli 2009[18]